# Renata Capobianco Machado
Renata Capobianco Machado, meglio nota come Renatinha (San Paolo, 8 settembre 1978), è una calciatrice brasiliana, di ruolo difensore.

## Carriera
Dopo aver giocato prevalentemente nel campionato brasiliano, con la sola parentesi statunitense del San Diego Sea Lions nella Women's Premier Soccer League nel 2005, nel 2007 giunge in Europa tesserandosi con la Torres, disputando la seconda parte della stagione 2006-2007. Ha inoltre vestito più volte la maglia della nazionale brasiliana.